# Leptoneta xui
Leptoneta xui is een spinnensoort in de taxonomische indeling van de Leptonetidae.
Het dier behoort tot het geslacht Leptoneta. De wetenschappelijke naam van de soort werd voor het eerst geldig gepubliceerd in 2000 door Chen, Gao & M. S. Zhu.